# Christine Pignet
Pour les articles homonymes, voir Pignet.
Christine Pignet est une actrice française.

## Filmographie

### Cinéma
- 1982 : Le Gendarme et les gendarmettes de Jean Girault
- 1983 : Y a-t-il un pirate sur l'antenne ? de Jean-Claude Roy
- 1983 : Prénom Carmen de Jean-Luc Godard
- 1986 : Mon beau-frère a tué ma sœur de Jacques Rouffio
- 1987 : Les Deux Crocodiles de Joël Séria, la bru de Félicité
- 1988 : La vie est un long fleuve tranquille d'Étienne Chatiliez, Marcelle Groseille
- 1990 : Tatie Danielle d'Étienne Chatiliez, la chauffeur de Taxi
- 1994 : Grosse Fatigue de Michel Blanc
- 1994 : La Fille de d'Artagnan de Bertrand Tavernier , Sœur Céline
- 1999 : Je suis né d'une cigogne de Tony Gatlif
- 2010 : Bas-fonds d'Isild Le Besco
- 2013 : Macadam Baby de Patrick Bossard, la mère de Thomas
- 2020 : L'Autre de Charlotte Dauphin

### Télévision
- D'amour et d'eau chaude
- TAM-TAM
- Flairs ennemis
- L'Affaire Kergalen
- Quelle aventure !
- Heureusement qu'on s'aime
- Sœur Thérèse.com
- 2022 : Emily in Paris

## Théâtre
- 1985 : La Veillée de Jérôme Deschamps, tournée
- 1987 : Les Petits Pas de Jérôme Deschamps, Festival d'Avignon
- 1987 : C'est dimanche de Jérôme Deschamps, Théâtre Nanterre-Amandiers
- 1991 : Mesure pour mesure de William Shakespeare, mise en scène Peter Zadek, Odéon-Théâtre de l'Europe
- 1991 : Par hasard de Honoré de Balzac, Gaston Couté, Charles-Ferdinand Ramuz et Marina Tsvetaïeva, mise en scène Sophie Loucachevsky, Rencontres d'été de la Chartreuse Villeneuve-lès-Avignon
- 1992 : La Nuit, la télévision et la guerre du golfe de Jean-Louis Benoît, mise en scène de l'auteur, Théâtre de l'Aquarium
- 1995 : L'Argent de Serge Valletti, mise en scène Gilbert Rouvière, Théâtre de Rungis
- 1996 : Chambres de Philippe Minyana, mise en scène Michel Didym
- 1996 : Don Quichotte, Ché Guevara, Sub-Commandante Marcos, montage de textes, mise en scène Catherine Marnas, Théâtre de la Bastille
- 1997 : Les Sept Petits Chats de Nelson Rodrigues, mise en scène Gilbert Rouvière
- 1998 : Gestes d'après Raymond Queneau, mise en scène Pierre Barayre, Festival d'Avignon Off
- 1998 : Une journée particulière d'après le film d'Ettore Scola, mise en scène Jacques Weber, Théâtre de Nice, Théâtre de la Porte-Saint-Martin
- 1999 : Les Pensionnaires de Jérôme Deschamps, mise en scène avec Macha Makeïeff, Théâtre national de Bretagne
- 2000 : Les Pensionnaires de Jérôme Deschamps, mise en scène avec Macha Makeieff, Théâtre national de Strasbourg, Théâtre de la Ville
- 2002 : La Trilogie de la Villégiature de Carlo Goldoni, mise en scène Jean-Louis Benoît, Festival d'Avignon, Théâtre de la Criée
- 2003 : La Trilogie de la Villégiature de Carlo Goldoni, mise en scène Jean-Louis Benoît, Théâtre des Célestins, Théâtre des 13 Vents
- 2004 : C'était mieux avant d'Emmanuel Darley, mise en scène Gilles Dao, L'Étoile du Nord
- 2004 : Le Mariage de Figaro de Beaumarchais, mise en scène Gilbert Rouvière, tournée
- 2005 : Ubu roi d'après Alfred Jarry, mise en scène Ezequiel García Romeu, Musée d'Orsay
- 2005 : À quoi tu penses ? de Marie Nimier, chorégraphe Dominique Boivin, MC2
- 2006 : À quoi tu penses ? de Marie Nimier, chorégraphe Dominique Boivin, La Filature
- 2006 : La République de Mek-Ouyes de Jacques Jouet, mise en scène Jean-Louis Martinelli, Théâtre Nanterre-Amandiers
- 2007 : À quoi tu penses ? de Marie Nimier, chorégraphe Dominique Boivin, Théâtre national de Chaillot
- 2007 : Ubu roi d'après Alfred Jarry, mise en scène Ezequiel García Romeu, Nouveau Théâtre de Besançon, Théâtre national de Nice, Théâtre de la Criée
- 2008 : Par-dessus bord de Michel Vinaver, mise en scène Christian Schiaretti, TNP-Villeurbanne, Théâtre national de la Colline
- 2010 : Yakich et Poupatchée d'Hanoch Levin, mise en scène Frédéric Bélier-Garcia, Nouveau théâtre d'Angers
- 2011 : Yakich et Poupatchée d'Hanoch Levin, mise en scène Frédéric Bélier-Garcia, Nouveau théâtre d'Angers, Théâtre du Nord, Nouveau Théâtre de Montreuil, Théâtre de la Criée, tournée